# 伊地知重興
伊地知 重興（いぢち しげおき）は、戦国時代から安土桃山時代にかけての武将。島津氏の家臣。大隅国の国人・伊地知氏の9代当主。下大隅の本城・垂水・田上・高城・下之城の領主。

## 生涯
父・伊地知重武は島津氏当主である島津勝久の家老職を務め、重興も島津宗家を継いだ伊作島津家の貴久に従う。弘治2年（1556年）4月の蒲生氏討伐に参加したが、永禄年間には肝付兼続、禰寝重長と同盟を結び島津氏に反旗を翻した。
しかし、元亀3年（1572年）9月に家臣伊地知重矩の小浜城を島津歳久に落とされ、更に翌年の天正元年（1573年）に盟友であった禰寝重長が島津義久に降伏したことで事態が悪化する。重興は翌天正2年（1574年）3月に裏切った禰寝氏を肝付氏と共に攻撃するが、肝付家臣安楽兼寛の牛根城が島津氏に降伏、開城したことで利を失い、重興は全領地を差し出し、剃髪の上で島津氏に降伏した（唯一、下之城のみ返還される）。
その後は島津氏の家臣となり周防守に任じられると、日向国伊東氏の高原城攻めや大友氏攻めなどで活躍。天正8年に死去した。

## 逸話
重興は豊後国より招いた女を側室としたのだが、この女が家中の者と密通したため、櫃の中に多数の蛇と共に入れ垂水の池に沈めて殺害している。しかし、後に女が祟りをなしたことから、赤明神として祀り氏神とした。